# Cynorkis peyrotii
Cynorkis peyrotii är en orkidéart som beskrevs av Jean Marie Bosser. Cynorkis peyrotii ingår i släktet Cynorkis, och familjen orkidéer. Inga underarter finns listade i Catalogue of Life.